# Yüsra Geyik
Yüsra Geyik (* 21. Juni 1990 in Samsun) ist eine türkische Schauspielerin.

## Leben
Yüsra Geyik wurde am 21. Juni 1990 in Samsun geboren. Ihr Debüt gab sie 2003 in der Fernsehserie Hayat Bilgisi. Anschließend spielte Geyik 2005 in Nehir mit. Danach bekam Geyik 2018 eine Rolle in dem Film Bebek Geliyorum Demez. Von 2020 bis 2021 trat sie in Camdakı Kız auf. 2023 wurde sie für die Serie Aile gecastet. Im selben Jahr war Geyik in der Serie Bozkır zu sehen.

## Filmografie
Filme
- 2018: Bebek Geliyorum Demez
- 2023: Garip Bülbül Neşet Ertaş

Serien
- 2003: Hayat Bilgisi
- 2004: Yabancı Damat
- 2005: Nehir
- 2006–2020: Arka Sokaklar
- 2020–2021: Camdakı Kız
- 2023: Bozkır
- 2023–2024: Aile
- 2024: Taş Kağıt Makas
- 2024: Bir Gece Masalı